# ミズトンボ

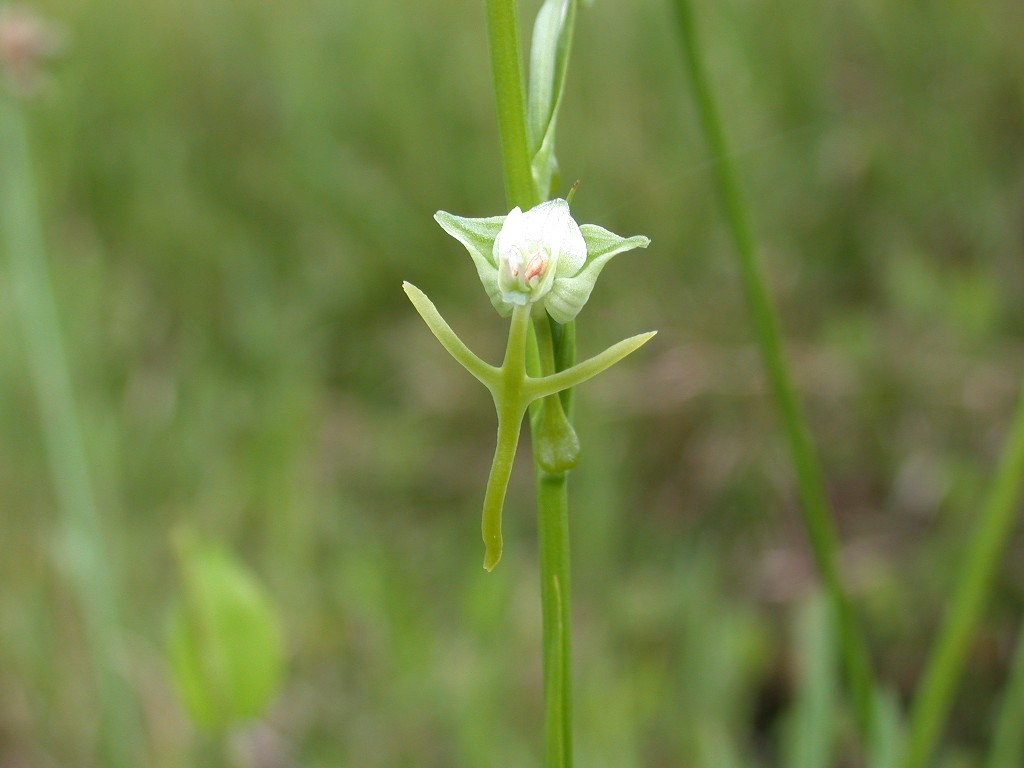
花

ミズトンボ（水蜻蛉、Habenaria sagittifera）とは、ラン科ミズトンボ属（Habenaria）に属する球根性の多年草。北海道南端から九州の日当たりの良い湿地に生える。和名は「水気のある場所に生え、花の形状がトンボを連想させる草」の意であろうが、命名の由来については詳細不明。

## 特徴
7月から9月頃に緑白色の花を総状に多数つける。花期になると茎は単立して高く伸び、40cmから時には80cmにも達する。花期は産地によって異なり、栽培下で同一条件で栽培した場合でも南方のものほど遅く咲く。本種以外でも分布が南北に広がるハバナリア近縁属（サギソウ、ダイサギソウ、その他の外国種などでも）は、早咲き系統と遅咲き系統で２ヶ月程度は開花時期が異なることがしばしばあり、自生地と栽培地の気候が著しく異なる場合は自然気候で管理すると正常な生育・開花は困難になる。花径は15mm前後、萼片は後ろにねじれて背部で接する。唇弁は緑色で、十字架型の特異な形をしている。距は長さ15mm前後で下に下がり、先端が丸くふくらむ。形は面白いが、全体に緑っぽいので目立つ花ではない。
葉は線型で、サギソウよりも細くて長い。地下には線状の根が少数ある。また短い地下茎を伸ばし、その先端に新球根をつくる。新球根は通常は1個だが、栄養状態が良い場合には2本目の地下茎が出て小球根を作ることもある。秋になると地上部は枯れ、球根だけで年を越す。落葉時期も産地が北のものほど早く、南方のものほど遅くなる。

## 栽培
花が珍奇なので山野草として栽培対象にされることがあり、専門業者の通信販売リストにしばしば載る。しかしサギソウと異なり栄養繁殖は難しく、かといって高価な植物ではないので実生増殖してもコスト的に見合わない。そのため絶滅危惧種であるにもかかわらず、野生採集個体が販売されている。自然保護の観点からは本種の入手・栽培は望ましいことではない。
ウチョウランやエビネも野生型は増殖しても採算がとれないが、それらの場合は個体変異が激しい植物であったため、高い価格で販売できる希少個体・優良個体を増殖することで商業化が可能となった。ところが本種では変異個体がまったくと言ってよいほど見つかっておらず、営利的な増殖事業は今後も成立しないと思われる。
北方系の個体は暑さに弱く、高温過湿の環境では根元から腐って倒れる。生育サイクルも寒冷地に適応しているため、暖地では変な時期に芽を出して枯れてしまうことがある。南方系の系統でも、増殖率が低くウイルス耐性も高くないうえ、後述のように実生更新も容易ではないので長期維持は難しい。

## 保護
自生地の開発と園芸採集のため野生個体は減少しつつあり、保護が試みられている場所もある。
しかし本種は近親交配が進むと近交弱勢がおこり、稔性も著しく低下するため、ある程度の個体数が維持されなければ継続した繁殖はできない。無菌播種は可能であるが、特定個体のみを増殖すれば遺伝子の多様性は減少する。人工増殖個体の自生地への植え戻しなどをすれば、結果的に絶滅を早める可能性もある。
そのため現実的には、まだ野生個体数が保たれているうちに自生地を保全していく以外に対応策が無い。
なお近年、個体数が著しく減少した野生生物では全個体の遺伝子型を解析し、遺伝子型の異なる個体同士を選んで交配することにより、人為的に遺伝子多様性を高めていくことが「技術的には」可能になっている。しかしながらミズトンボ類では栽培自体がそれほど容易ではなく、現時点では（特殊な栽培技術を有する、ごく一部の民間生産業者を除いて）安定して人工増殖できる施設というものが存在しない。そのため遺伝的要素を確認しつつ増殖を進められる知見と、机上の計画ではなく実用レベルで栽培増殖できる技術、その両条件を同時に満たしうる圃場は今のところ用意されていない。

## Status
絶滅危惧II類 (VU)（環境省レッドリスト）

## 類似種
花が白色で大型のオオミズトンボ（H.linearifolia）絶滅危惧IA類 (CR)（環境省レッドリスト）が朝鮮半島、中国の中・北部、沿海州などに分布し、日本でも関東、石川県以北で自生がみられるが、希少すぎて事実上採集が不可能のようで、野生採集個体が流通することはほとんど無い。ミズトンボを小型化したような亜種ヒメミズトンボ（H.l.var. brachycentra）絶滅危惧II類 (VU)（環境省レッドリスト）が北海道、ヒメミズトンボより距が長いオゼノサワトンボ（ヒメミズトンボと同種とされることも多い）が北海道と尾瀬で見られる。こちらは小型で地味なので園芸価値に乏しく、やはり販売されない。
これらのミズトンボ類はサギソウと交配可能だが、交雑種はほぼ不稔に近い状態になる。サギソウとミズトンボの交雑種は、野生ラン趣味家として著名であった鈴木吉五郎氏が大正時代末に人工交配（鉢蒔き実生）で作出、英国王立園芸協会のラン科植物交配種登録（サンダーズリスト）に1956年に登録され（現在の登録名はPectabenaria Yokohama）、その後、前川文夫「原色日本のラン・日本ラン科植物図譜」（1971年）においてスズキサギソウ（当時の記載はHabenaria Yokohama）と名づけられた。またスズキサギソウには野生下で発見されたとされる個体もあり、栽培品として現存（2016年現在）するが、（一般基準では）栽培がそれほど容易でないため増殖普及していない。